# Неселовский, Юзеф
Ю́зеф Несело́вский (1728―8 марта 1814, Воронча) ― государственный деятель Речи Посполитой, последний воевода новогрудский Великого княжества Литовского, кавалер орденов Святого Станислава (1772) и Белого Орла (1774).

## Биография
Родился в шляхетской семье герба «Коржбок». Фамилия происходит от местечка Неселова в польском Поморье.
Постепенно Неселовские переселяются на Подляшье и Волынь. В начале XVIII века братья Казимир и Адам Неселовские оказались в Великом княжестве Литовском. В середине XVIII века в ВКЛ перебрался Михал Неселовский, занимавший в 1755 году должность минского возного. Сыновья его сына Томаша расселились по Минскому воеводству, и в начале XIX века подтвердили своё шляхетство.
Юзеф Неселовский родился в семье Адама Неселовского (?-1744) и Анны из рода Березовских. Его дядя, польско-латинский писатель Казимир Неселовский (ок. 1676—1752), был старостой циринским, маршалком конфедерации Новогрудского воеводства, каштеляном смоленским с 1738 года.
Службу Юзеф Неселовский начал с должности старосты циринского, которую занял после смерти дяди по привилею короля Августа III в 1752 году. До середины 1765 был подкоморием новогрудским. Затем назначается чашником великим литовским, а с 11 ноября 1765 после кончины Яна Хрептовича утверждается каштеляном новогрудским и, следовательно, сенатором Речи Посполитой.
В 1756 году впервые выбирается послом на общегосударственный сейм от Новогрудского воеводства. С 1760-х гг. неизменный приверженец партии Чарторыйских, выступавших за существенные реформы, от них был делегатом на ковенском сеймике. В 1762 году избирается депутатом Литовского трибунала и маршалком Скарбового трибунала.
В 1764 году Неселовский подписал в Вильно Акт конфедерации ВКЛ, а затем в Варшаве Акт конфедерации Короны Польской и Литвы, являлся депутатом на коронационном сейме. В сентябре 1764 года первым из новогрудской шляхты подписал согласие на избрание Станислава Августа королём Речи Посполитой. С 1766 принимает активное участие в работе Скарбовой комиссии ВКЛ. После смерти Станислава Бжостовского, в 1769 получил Пропойское и Пронское староства, но потерял их после первого раздела Польши, когда отказался присягать Екатерине II.
Во время Барского совещания, как приверженец группировки Чарторыйских, не принял в нём участие и подтвердил свою симпатию королю Станиславу Августу Понятовскому.
В 1773 году по рекомендации князя Юзефа Александра Яблоновского Неселовский назначается воеводой новогрудским. До него эту должность занимали 26 человек.
На экстраординарном Варшавском сейме 1773 года воевода Неселовский дал согласие на создание комиссии для ведения переговоров, выработки условий мира и обозначения границ между Россией, Пруссией и Австрией. 17 мая 1773 года, как член этой комиссии, поставил свою подпись под документами первого раздела Польши.
В 1775 году Юзеф Неселовский избирается членом комиссии по разбору иезуитских маёнтков, затем вместе с воеводой витебским К. Прозором и воеводой смоленским Зеньковичем возглавил работу по урегулированию границ королевских экономий.
На ординарном Варшавском сейме 1776 года он подписал Акт Генеральной конфедерации. В 1784 году Юзеф Неселовский принимал в маёнтке Мышь — главной резиденции Мышского графства короля Речи Посполитой Станислава Августа Панятовского. Юзеф Неселовский с сыном Ксаверием приняли участие в подготовке восстания 1794 года во главе с Т. Костюшко. Гетман ВКЛ Симон Касаковский отдал приказ о розыске и аресте полковника Ксаверия Неселовского.
В апреле 1794 года в Вильне создано краёвое правительство — Высшая национальная Рада Великого княжества Литовского, куда вошёл и Ю. Неселовский. Затем вместо неё образовалась Центральная Депутаций ВКЛ, состоявшая из 7 отделов: скраба, порядка, военного, безопасности, юстиции, продовольствия, образования. Во главе их, наряду с А. Тизенгаузом, В. Горецким и другими, стоял и Юзеф Неселовский.
После поражения восстания Ю. Неселовский был схвачен русскими солдатами и в начале ноября 1794 года доставлен в Вильно. Через фельдмаршала Н. В. Репнина он подаёт в Петербург просьбу о помиловании, просит прощения, пишет, что готов принести присягу, а участие в восстании объясняет принуждением.
Российское правительство вернуло Неселовскому поместья, он порвал с политикой и проводил дни в деревне Воронче на Гродненщине, в отличие от сына, который эмигрировал в Германию, и в 1812 году воевал в России на стороне Наполеона. В наполеоновской армии Ксаверий Неселовский находился до 1814 года, затем вернулся домой, где был арестован и выслан в Вологду. Оттуда вернулся в 1837 году больным и ослепшим.
Кроме Ворончи, Цирина, Новой Мыши, Почепова, Ю. Неселовский владел Сэрвачом, Дороговым, Малыми Жуховичами, Цирином, Мышью (Старой Мышью), Почеповым, держал в кормлении фольварк Новогрудской экономии.
Всего в его собственности были 3 местечка, 51 деревня, 22 фольварка и застенка с общей численностью в 1259 дворов. Одним их экономов у него был отец Яна Чечота.
Юзеф Неселовский упоминается в «Пане Тадеуше» Адама Мицкевича:

Ну что подумал бы пан Неселовский, други,

Владелец лучших свор и первый пан в округе?

Сто сорок егерей в его именье панском

И сто возов сетей при замке Ворончанском;

Но сиднем он сидит, не ездит на охоту,

Сказал бы, сколько лет, да сбился я со счету!

## Семья
Жена ― Катажина Масальская из Мыши, сын ― Франтишек Ксаверий Неселовский (1771—1845), бригадный генерал войска польского.